# Ray Kellogg (attore)
Ray Kellogg (Great Bend, 12 novembre 1919 – Olympia, 26 settembre 1981) è stato un attore statunitense.

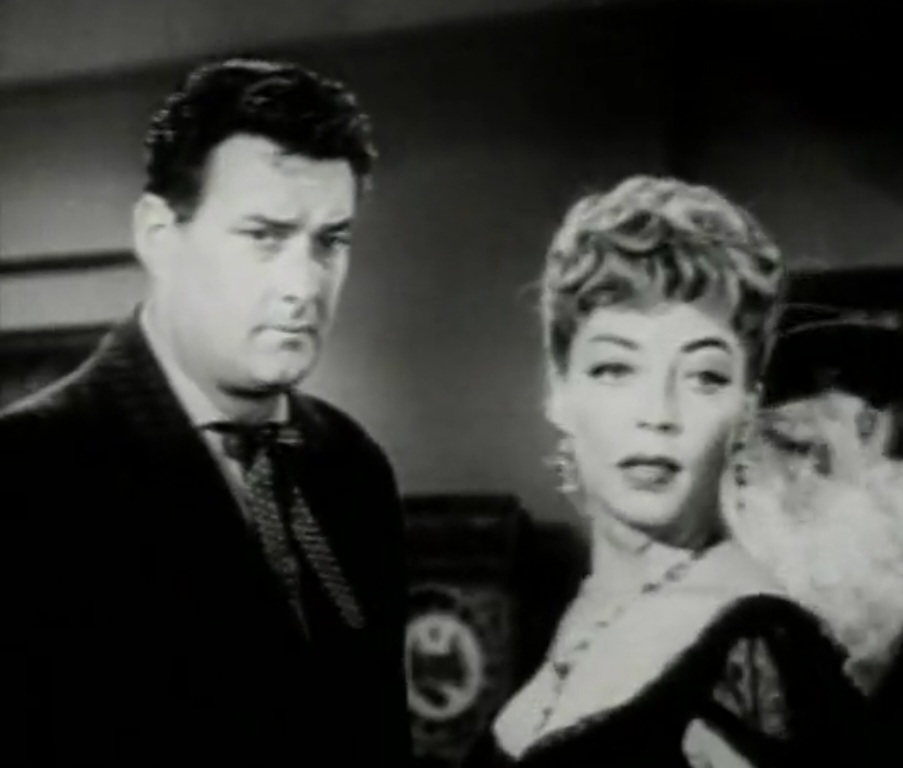
Kellogg (a sinistra) con Marie Windsor in Bat Masterson, 1958

Attivo al cinema e in televisione, divenne celebre soprattutto per aver ricoperto il ruolo del vicesceriffio Ollie nella serie televisiva western Le leggendarie imprese di Wyatt Earp.

## Biografia
Ray Kellogg nacque a Great Bend, in Pennsylvania. Fece il suo debutto cinematografico nel 1942 con il ruolo non accreditato di un cantante nel film Behind the Eight Ball. Nel 1951 apparve in I'll See You in My Dreams, e nel 1953 nei film Virginia, dieci in amore, Sogno di Bohème e Non sparare, baciami!.
Partecipò poi a numerosi film di vario genere. La sua ultima apparizione fu nel film del 1971 Chandler.
Kellogg morì nel settembre 1981 a Olympia, nello stato di Washington, all'età di 61 anni.

## Filmografia parziale

### Cinema
- Behind the Eight Ball, regia di Edward F. Cline (1942)
- I'll See You in My Dreams, regia di Michael Curtiz (1951)
- Virginia, dieci in amore (She's Back on Broadway), regia di Gordon Douglas (1953)
- Sogno di Bohème (So This Is Love), regia di Gordon Douglas (1953)
- Non sparare, baciami! (Calamity Jane), regia di David Butler (1953)
- The Miami Story, regia di Fred F. Sears (1954)
- Il giullare del re (The Court Jester), regia di Melvin Frank e Norman Panama (1955)
- My Gun Is Quick, regia di George White e Victor Saville (1957)
- Duello alla pistola (The Gunfight at Dodge City), regia di Joseph M. Newman (1959)
- Raymie, regia di Frank McDonald (1960)
- Capobanda (The Music Man), regia di Morton DaCosta (1962)
- Johnny Cool, messaggero di morte (Johnny Cool), regia di William Asker (1963)
- L'amaro sapore del potere (The Best Man), regia di Franklin J. Schaffner (1964)
- Zebra in the Kitchen, regia di Ivan Tors (1965)
- Chamber of Horrors, regia di Hy Averback (1966)
- Il ciarlatano (The Big Mouth), regia di Jerry Lewis (1967)
- The Shakiest Gun in the West, regia di Alan Larfkin (1968)
- Chandler, regia di Paul Magwood (1971)

### Televisione
- The Jack Benny Program – serie TV, 4 episodi (1953-1962)
- Lucy ed io (I Love Lucy) – serie TV, 3 episodi (1954-1956)
- Screen Directors Playhouse – serie TV, episodio 1x21 (1956)
- Telephone Time – serie TV, episodio 2x12 (1956)
- The Californian – serie TV, 7 episodi (1957-1959)
- Le leggendarie imprese di Wyatt Earp (The Life and Legend of Wyatt Earp) – serie TV, 18 episodi (1955-1960)
- Perry Mason – serie TV, 4 episodi (1958-1961)
- The Real McCoys – serie TV, 18 episodi (1958-1962)
- Lo sceriffo indiano (Law of the Plainsman) – serie TV, episodi 1x22-1x23 (1960)
- Corruptors (Target: The Corruptors) – serie TV, episodi 1x12-1x27 (1961-1962)
- Follow the Sun – serie TV, episodio 1x21 (1962)
- The Dick Van Dyke Show – serie TV, 6 episodi (1962-1965)
- Lucy Show – serie TV, 7 episodi (1964-1968)
- The Beverly Hillbillies – serie TV, 8 episodi (1964-1969)
- Gomer Pyle: USMC – serie TV, 4 episodi (1964-1969)
- Lancer – serie TV, 4 episodi (1968-1970)
- The Red Skelton Show – serie TV, 86 episodi (1953-1971)
- F.B.I. (The F.B.I.) – serie TV, 4 episodi (1969-1971)